# Oak Harbor (Washington)
Oak Harbor è una città della contea di Island, nello Stato di Washington (Stati Uniti).